# Макковік
Макковік (англ. Makkovik) — містечко в Канаді, у провінції Ньюфаундленд і Лабрадор.

## Населення
За даними перепису 2016 року, містечко нараховувало 377 осіб, показавши зростання на 4,4%, порівняно з 2011-м роком. Середня густина населення становила 191 осіб/км².
З офіційних мов обидвома одночасно володіли 5 жителів, тільки англійською — 370. Усього 15 осіб вважали рідною мовою не одну з офіційних, з них 10 — одну з корінних мов.
Працездатне населення становило 72,1% усього населення, рівень безробіття — 40,9% (50% серед чоловіків та 25% серед жінок). 95,5% осіб були найманими працівниками, а 0% — самозайнятими.

## Клімат
Середня річна температура становить -1,4°C, середня максимальна – 15,1°C, а середня мінімальна – -20,3°C. Середня річна кількість опадів – 945 мм.
| Клімат поселення                              | Клімат поселення | Клімат поселення | Клімат поселення | Клімат поселення | Клімат поселення | Клімат поселення | Клімат поселення | Клімат поселення | Клімат поселення | Клімат поселення | Клімат поселення | Клімат поселення | Клімат поселення |
| Показник                                      | Січ.             | Лют.             | Бер.             | Квіт.            | Трав.            | Черв.            | Лип.             | Серп.            | Вер.             | Жовт.            | Лист.            | Груд.            |                  |
| Середній максимум, °C                         | −11,33           | −11,32           | −6,13            | 0,80             | 6,33             | 11,54            | 14,47            | 15,12            | 10,61            | 5,26             | −0,6             | −7,84            |                  |
| Середня температура, °C                       | −15,8            | −15,78           | −10,59           | −3,66            | 1,87             | 7,09             | 11,63            | 12,32            | 7,81             | 2,43             | −3,42            | −10,64           |                  |
| Середній мінімум, °C                          | −20,26           | −20,27           | −15,06           | −8,11            | −2,59            | 2,63             | 8,82             | 9,51             | 4,99             | −0,39            | −6,23            | −13,49           |                  |
| Норма опадів, мм                              | 73               | 73               | 73               | 59               | 50               | 89               | 97               | 95               | 89               | 87               | 80               | 80               |                  |
| Середньомісячна швидкість вітру, м/с          | 7.67             | 7.31             | 7.12             | 6.52             | 5.51             | 5.30             | 5.00             | 5.10             | 6.00             | 6.61             | 7.10             | 7.48             |                  |
| Середньомісячна сонячна радіація, кДж/м²·день | 2802             | 5867             | 10493            | 15533            | 17914            | 18636            | 17794            | 14287            | 9614             | 5199             | 2836             | 2015             |                  |
| --------------------------------------------- | ---------------- | ---------------- | ---------------- | ---------------- | ---------------- | ---------------- | ---------------- | ---------------- | ---------------- | ---------------- | ---------------- | ---------------- | ---------------- |
| Джерело:                                      |                  |                  |                  |                  |                  |                  |                  |                  |                  |                  |                  |                  |                  |